# MÁV V43 sorozat

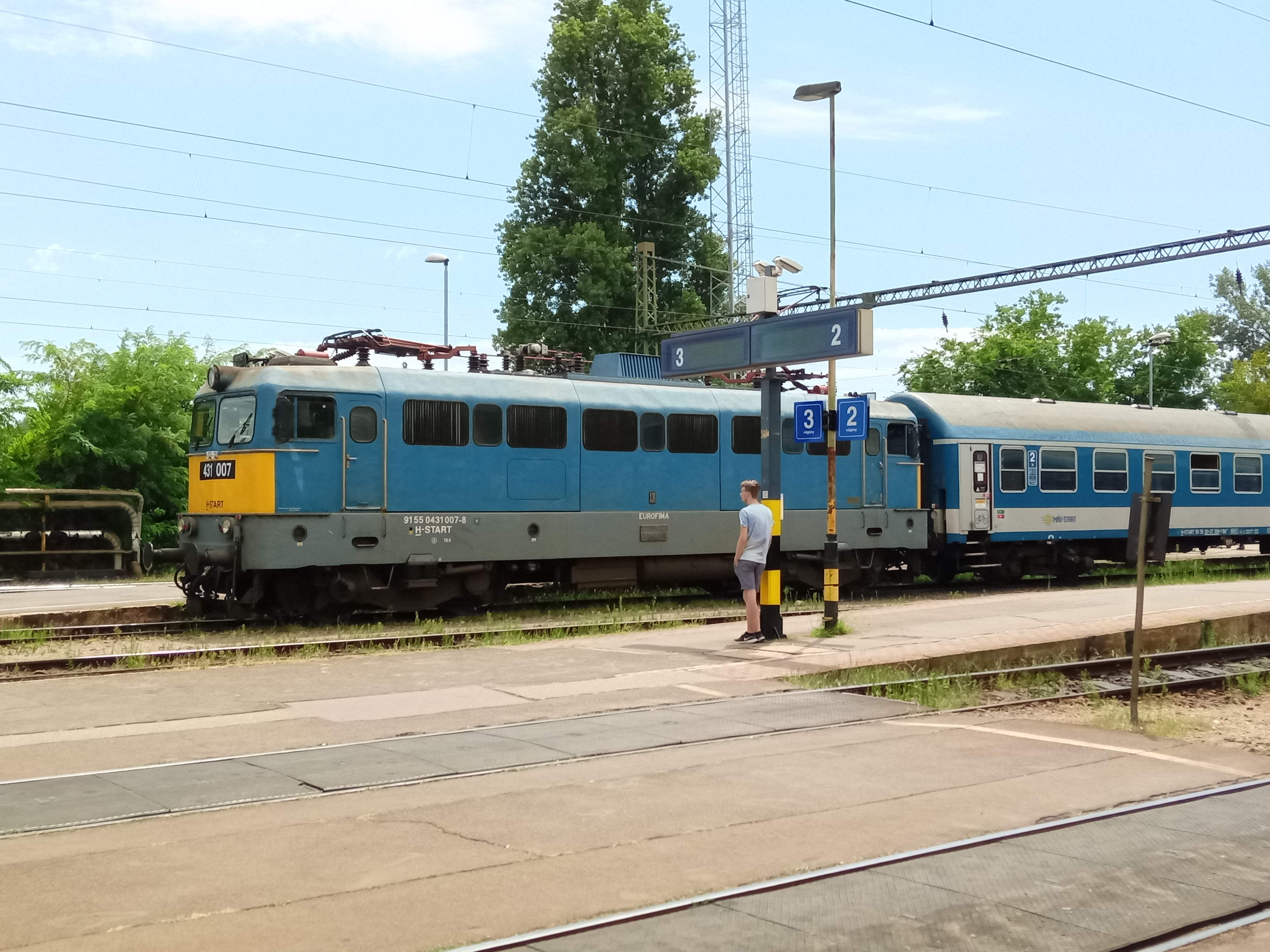
V43-as mozdony Szegeden

A MÁV V43 sorozat a Magyar Államvasutak részére szállított legnagyobb darabszámú villamosmozdony-sorozat. A magyar ipar 1960-ban megvásárolta egy szilícium-egyenirányítós mozdony licencét a nyolc gyárat tömörítő „50 periódusú vasútvillamosítás fejlesztésére alakult nyugati munkaközösség”-től. Az első hét mozdonyt a licencadó munkaközösség készítette a németországi Essenben, a V43 1008 pályaszámú mozdony már Magyarországon, Budapesten készült. A mozdonyok villamos részét a Ganz Villamossági Művek, járműszerkezeti részeit a Ganz–MÁVAG gyártotta. 1963 és 1982 között 379 mozdonyt állítottak üzembe. Érdekessége a sorozatnak, hogy az első mozdonyok az akkor még 16 kV feszültséggel villamosított Budapest–Hegyeshalom vonalra átkapcsolóval rendelkeztek. A sorozatból 15 – korábban a MÁV által használt – mozdonyt a GYSEV üzemeltet. Beceneve: „Szili” (szilícium-egyenirányítója miatt), illetve „Szellem" (a vontatómotorok hűtésére alkalmazott szellőztetésnek magas, fültépő hangja miatt). 2024-ben még mintegy 200 mozdony volt forgalomban.

## Kifejlesztésének előzményei
A MÁV 1945-ben felkérte a Ganz Villamossági Gyárat Ward Leonard-rendszerű villamosmozdony kifejlesztésére. A gyár ezt a feladatot nem vállalta, mert nagy teljesítményű soros egyenáramú vasúti motor előállításához nem rendelkezett megfelelő tapasztalattal, de javaslatot tett egyedi hajtású indukciós motoros fázis- és periódusváltós mozdony gyártására. A MÁV úgynevezett nullsorozatot rendelt. A gyártás nagymértékben elhúzódott, ennek fő oka az volt, hogy abban az időben nem lehetett antimagnetikus bandázshuzalt beszerezni.
Időközben két fontos esemény következett be. Az első az SNCF (francia vasúttársaság) elhatározása, hogy a vasútvillamosítást 50 periódusú rendszerrel folytatja. Megállapította, hogy az egyenirányítós mozdonyok üzeméhez a felsővezeték feszültségét 25 kV-ra kell emelni. Nyilvánvaló volt, hogy ez a jövő fejlődés útja. Így minden további fázisváltós mozdony gyártása nehezítette a MÁV fejlődését, mert a fázisváltót nem lehetett 25 kV feszültségre kiképezni. A másik fontos – hazai – előrelépés azt volt, hogy a MÁV kérésére az ipar dízel-villamos tolatómozdonyok gyártását vállalta. E mozdonyok ugyanis a gurítóüzemet is el kellett, hogy lássák: vagyis a vontatómotorok indítónyomatéka ugyanakkora kellett legyen, mint egy vonali mozdonyé. A MÁV e fejlesztéshez azzal járult hozzá, hogy kifejezetten kérte a kommutátoroldalról, kívülről szellőzött motorok építését, és megadta, milyen gyári próbatermi eljárással biztosítható az, hogy a kommutátorok az üzemben ne deformálódhassanak. Ezzel lehetővé vált olyan teljesítményű vonali Ward Leonard mozdony gyártása is, amely a Kandó-mozdonyok személy- és tehervonati vontatási programját el tudta látni. A gyorsvonatok vontatásához a MÁV néhány, az SNCF részére már sorozatban gyártott mozdonyt kívánt beszerezni. Ez ellen a hazai ipar hevesen tiltakozott.
Az Iparügyi Minisztérium felkérte a szovjet ipart, vállalja el egyenirányítós mozdony kifejlesztését. A MÁV a kijelölt tervezőintézetben ismertette a feladatokat. Amikor a szovjet ipar felmérte, hogy igen kiterjedt tervezési munkát kellene végeznie és a mozdony a Szovjet Vasutak részére közvetlenül nem lenne felhasználható, nem vállalta el a munkát.
Időközben megindult a hazai Ward Leonard mozdonygyártás, így a vasútvillamosítást folytatni lehetett. Az új vonalakat a MÁV már 25 kV-tal villamosíthatta. A 16 és 25 kV-os feszültség határán, ha egy mód van rá, el kellett kerülni a mozdonycserét. A MÁV ezért a budapesti vasúthálózatnak azon pontján létesített betáplálást, amelytől minden irányban csak néhány kilométer volt a felsővezeték hossza. E rövid szakaszokon a leendő egyenirányítós mozdonyok által okozott feszültségesés is még elfogadható volt.

## A sorozat gyártása
Még mindig megoldatlan volt a gyorsvonatok vontatásának feladata. Végül az ipar elhatározta, hogy licencet vásárol a mozdonygyártáshoz. Ezt már az is indokolta, hogy időközben külföldön a szilíciumdióda-gyártás fejlődése lehetővé tette a higanygőz-egyenirányítók kiküszöbölését és így hazánkban is megindulhatott a vasúti üzemre alkalmas diódák kifejlesztése. Egyetlen szállító állt akkor csak rendelkezésre: a Siemens cég vezetése alatt álló „50 50 periódusú Munkaközösség”, amely német, francia, svájci, belga és angol gyárakat egyesített, és Indiába már szállított 25 kV-os 50 periódusú mozdonyokat. Így ezzel a nyugati munkaközösséggel megköttetett a szerződés hét, a MÁV kívánságainak megfelelő mozdony szállítására és a gyártási licenc átadására. E mozdonyok üzembeállításával a MÁV a Ward-Leonard mozdonyokénál is kedvezőbb energiafogyasztású, gyors-, személy- és tehervonati, valamint ingavonati üzemre egyaránt alkalmas mozdonyok birtokába jutott, majd megindulhatott típus hazai sorozatgyártása is.
A konstrukció a Francia Vasúttársaság (SNCF) sikeres, akkoriban szállítás alatt álló B'B' 1,5 kV-os egyenáramú SNCF BB 9400 sorozatán alapult, amelytől az általános szerkezetet, különösen a főkeretet és a szekrény vázát, továbbá a híres „Jacquemin-hajtású” forgóvázakból származó egymotoros forgóvázakat vette át.
A mozdonyok szállítási szerződésének megkötéséhez ismertek voltak a nyugat-európai vasutak szállítási szerződéseinek műszaki vonatkozású előírásai, így a Magyarországon készített szerződéstervezetet elfogadták.
Elő volt írva a tervek ellenőrzése, hozzáférhetőség és kezelhetőség szempontjából, valamint a gyártásellenőrzés. Így már tervezés során alaposan megismerték a szakemberek a szerkezeti megoldásokat és a nehézségeket is, valamint kiküszöbölhették az egyes hibákat, például azt, hogy a transzformátor és a fokozatkapcsoló összeépítése és elhelyezés módja folytán szabadon maradt volna egy nyílás a mozdonyszekrény alján, melyen át a vontatómotor-szellőzés nagy mennyiségű port szívott volna be. A gyártásellenőrzés módot adott arra is, hogy figyelemmel lehetett kísérni minden szerkezeti részt, valamint a gyártás során mutatkozó fennakadásokat is.
A villamosberendezés átvételéhez részben rendelkezésre álltak a CEI vonatkozó előírásai, amelyek egyúttal az UIC előírásai is. Nemzetközi viszonylatban teljesen új volt azonban a mozdonyok egyenirányító-berendezése. Előzetes tárgyalásoknál (például az angol gyárakkal) – bár nem sok idővel ezután az Angol Vasutak is megkezdték az 50 periódusú vasútvillamosítást – ajánlattételre még nem vállalkoztak. Így az egyik legnagyobb gondot az egyenirányító-berendezés megfelelő minőségének biztosítása jelentette. Részben az UIC útján, részben mert tagjai voltunk a CEI megfelelő nemzeti bizottságának, birtokunkban voltak a CEI egyenirányító átvételi előírás-tervezetei, és a szállító vállalta az azokban foglalt igen alapos vizsgálatok elvégzését.
A szerződés megkötésekor az SNCF 50 periódusú vasútvillamosítása folyamatban volt: számos 50 periódusú vontatómotor készült már el. A Deutsche Bahn üzemében csak négy kísérleti egyenirányítós villamos mozdony volt, ezért a szakértők igyekeztek az üzemi tapasztalatokat megismerni. A tapasztaltak gondot okoztak, ezért a vontatómotor-átvételi próbáknál a lehető legnagyobb szigorúsággal jártak el, és a kommutációs vizsgálatok sikertelensége alapján az átvételt megtagadták. Hosszas tárgyalások után a szállító vállalta a vontatómotorok újratekercselését.
Érdemes rögzíteni, hogy az új tekercselés a licencvásárló Ganz Villamossági Gyár számításai alapján készült el. Az új tekercseléssel a motorok megfeleltek a kommutációs vizsgálati előírásoknak, és az üzemben a kommutátorok állapota és a szénkefefogyasztás mértéke az 50 periódusú soros vontatómotorokkal az addig tudomásunk szerint elért eredményekhez viszonyítva a legjobb volt. Ez már azért is fontos volt a MÁV részére, mert az eredeti szerződés megkötésekor vállalt vontatómotor-teljesítményt a részletes tervezés során a gyártó nem tudta biztosítani. Az a motorteljesítmény, amelyet a szállító a pótszerződés során árengedménnyel vállalt, csak szűken felelt meg a MÁV igényeinek, és így az üzemben a motorok minden vonatnemnél maximális mértékben ki vannak használva. Ennek előnye is van: a mozdonyok villamosenergia-fogyasztása igen kedvező. A vontatómotorok eredetileg előírt teljesítménye elérhető lett volna, ha a szállító kihasználhatta volna a megengedett legnagyobb tengelynyomást. A hazai - a licenc alapján gyártó - vállalat azonban ragaszkodott a 2 tonna súlytartalékhoz a hengerelt acél méretpontatlansága miatt.
Az üzembehelyezés során fokozatosan kefeszikrázás keletkezett a vontatómotoroknál, mert a szállító kiküldött szerelője nem ügyelt eléggé a szénkefetartók pontos beállítására. A szállító mérnöke szüntette meg ezt a hibát, így a MÁV személyzete is megismerhette a helyes eljárást.
Második hibaként keretrepedések keletkeztek nem sokkal az üzembe helyezés után. Más cég szerkesztette és gyártotta a keretet, és más a forgóvázakat, így a keretfelfüggesztéshez tartozó elemek kiképzésében a kerettervezőnek nem volt tapasztalata az adott forgóvázhoz. Áttervezéssel ez a hiba is megszűnt. Bár a mozdonyvezetők közül sokan inkább állva szerettek maradni vezetés közben a futás egyenetlensége miatt. Véglegesen a probléma a rugózás módosításával szűnt meg.
A MÁV személyzete nehézség nélkül megismerte a mozdonyokat, bár a nagy sorozatszám következtében nem lehetett olyan elit mozdonyvezető-kart biztosítani, mint annak idején a Kandó-mozdonyokhoz. Egyetlen súlyos mozdonyvezetői hiba fordulhatott elő: az egyenirányítót védő gyorskapcsoló lekapcsolása után a mozdonyvezető kiiktathatta a gyorskapcsolót, és ezzel igen nagy költségű kárt okozott az egyenirányító diódákban. Ez annak a – még a gőzmozdony üzemből – beidegződött gyakorlatnak volt a velejárója, mely szerint szégyen a szolgálatképtelenség, hiszen a gőzmozdony szerkezete olyan rendkívül egyszerű, hozzáférhető, sőt türelmes, hogy egy jó mozdonyvezető csaknem minden hibát ideiglenesen maga is ki tudott küszöbölni még a vonalon. Ez a villamosmozdonyoknál soha nem lesz elérhető, viszont a fejlődés növekedése olyan mértékű, hogy számítani lehet az üzembiztonság nagymértékű növekedésére.
A típus első hét példányát még Németországban szerelték össze 1963-ban 4384-4390 gyári számokon, majd a licenc megvásárlása után a többi már a Ganz-MÁVAG üzemében készült el.
A VM14 sorozatjelű villanymozdony-szérián belül az első hét példányt leszámítva összesen 25 alváltozatot lehet megkülönböztetni. Az idők folyamán számos változtatás lett a mozdonyokon, például a zártárcsa helyett a vörös zárlámpa, amely a 90-es években kezdett elterjedni vagy a gumirugós felfüggesztés, amelytől a futás javulását remélték.
A pontos listához lásd: V43 1xxx

## V43 aGYSEV-nél

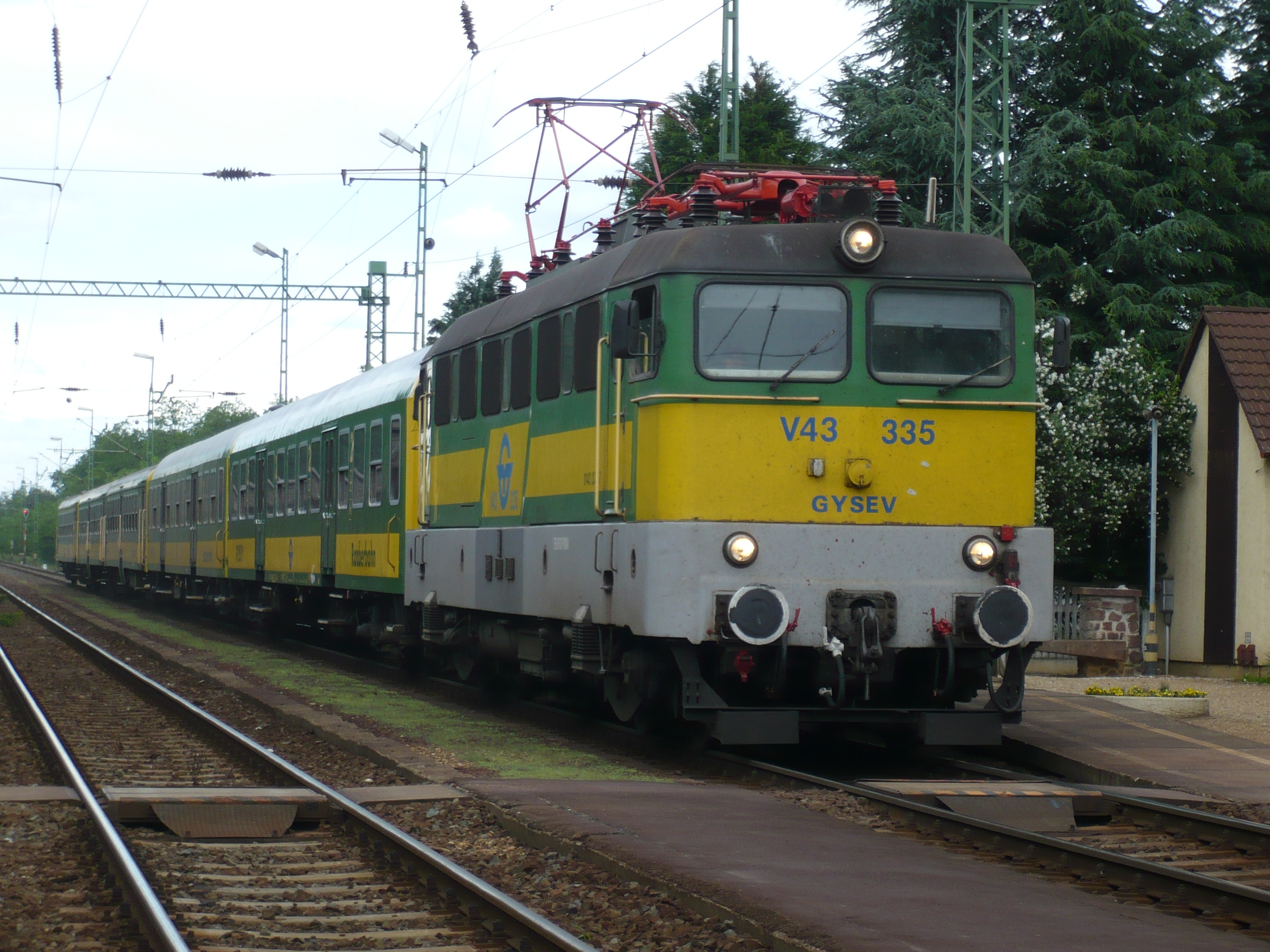
A GYSEV egyik V43-as mozdonya Fertőbozon.

1987-ben elkészült a Győr–Sopron-vasútvonal villamosítása, amelynek keretében 1987. május 15-én 7 darab V43 320-326 pályaszámú mozdony érkezett M41-es dízelmozdonyokért cserébe.
A sorozatból 13 darab – korábban a MÁV tulajdonát képező – mozdonyt a GYSEV üzemeltet a saját vonalain, a mozdonyok főleg a Rajka-Hodoš útvonalon továbbítanak autószállító vonatokat, de Sopron-Szentgotthárd és Sopron-Zalaszentiván viszonylatban is továbbítanak tehervonatokat. Elvétve megjelennek a Hegyeshalom-Budapest vonalon is, illetve futáskiegyenlítés céljából a Bakony InterCity vonatokat is továbbítják.
Kezdetben a MÁV V43 1320-1331 pályaszámú mozdonyokat kapta meg a GYSEV, a MÁV-nak átadott saját M41 001-007 pályaszámú dízelmozdonyaiért, valamint a MÁV részére gyári újként vásárolt 5 db MÁV V46-os villamosmozdonyért cserébe. A mozdonyokat a pályaszám 1000-esének törlésével (a mozdonyok többségén sokáig látható volt a számjegy eltérő árnyalattal történt lefestése) a V43 320-331 pályaszámcsoportba sorolta át. A többi, később érkezett V43-ast (1130,1155,1164,1267) az eredeti pályaszám részletének megtartása nélkül, az átvételük sorrendjében számozta be V43 332-335 pályaszámokra. A V43 331 mozdonyt a Neufeld-i baleset miatt 1996-ban selejtezték, majd szétvágták, a V43 322 pedig 2004-ben a Komáromban történt baleset miatt jutott hasonló sorsra. A V43 333 2007-ben szenvedett végzetesnek tűnő főkeretgörbülést egy balesetben (a V43 326-tal ütközött), így a leégett, de még egyben lévő MÁV-os V43 1003 főkeretének felhasználásával épült újjá 2008 elején.
A mozdonyok egy része a Sopron–Ebenfurt vonalon történő közlekedéshez INDUSI rendszerű automatikus vonatbefolyásoló rendszerrel is fel lett szerelve.

## V43 Szlovákiában
A szlovák HMH SRO és a magyar Siemens Zrt. konzorciuma 2011-ben közbeszerzésen elnyerte a MIREL felszerelését a MÁV-TRAKCIÓ Zrt. nyolc, 431-es sorozatú mozdonyára. A MIREL berendezés a Magyarországon használt EVM fedélzeti berendezés funkcióját is maradéktalanul ellátja, ezért a mozdonyokból kiszerelésre kerültek a korábbi vonatbefolyásoló berendezések, és a helyükre a szlovákiai közlekedésre is alkalmas MIREL VZ1 fedélzeti berendezést építették be. A felszerelt pályaszámok: 431 005, 431 014, 431 015, 431 152, 431 153, 431 176, 431 232 és 431 339.

## 432-es sorozat

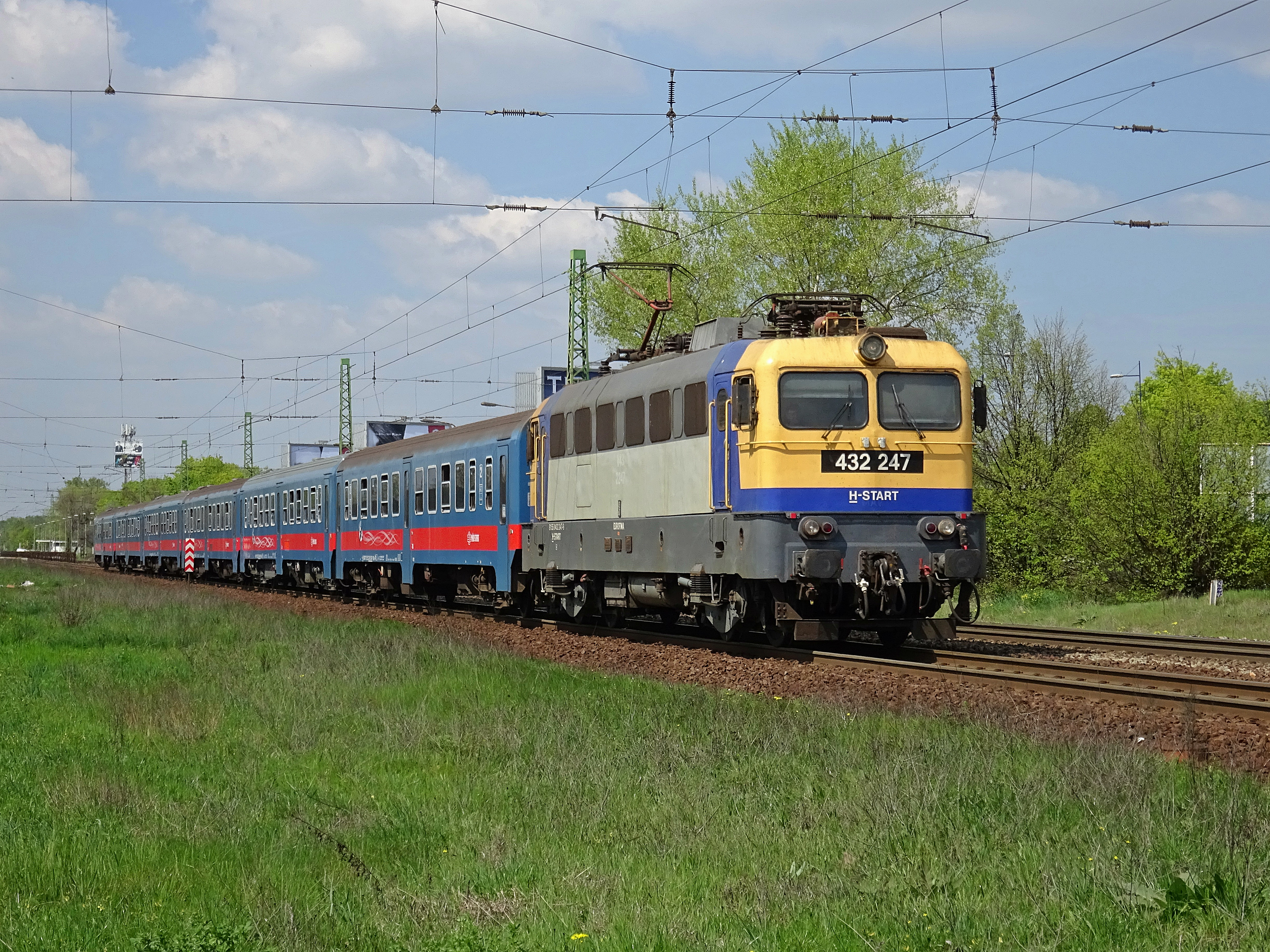
432-es sorozatú V43-as (Papagáj) Monor felé halad a hozzá kialakított ingavonati szerelvénnyel

1999 óta folyik a V43 sorozat egyes gépeinek nagymértékű korszerűsítése. Ezek a 432-es (korábban V43 2xxx) pályaszámcsoportú mozdonyok a V6EE jelű főjavítás keretében digitális távvezérlésűre lettek átalakítva, az alsorozat tagjai UIC-kábelen át működő távvezérlést kaptak, így a sorozat alkalmas a 400-as pályaszámcsoportú, BDt betűjelű vezérlőkocsikkal való távvezérlésre. A széria új festést is kapott, valamint az átalakított példányokat újabb, úgynevezett „félpantográf”, AFp 221 típusú áramszedővel látták el (ennek ellenére azonban néhány mozdony a hagyományos AOp 317 típusú pantográf áramszedővel közlekedik, amivel utólag cserélték ki a félpantográf áramszedőt). A felújított mozdonyok feltűnő, sárga-kék-fehér-szürke festésük miatt a „Papagáj” vagy „Papagájszili” becenevet kapták. A Papagájok Szolnok Vontatási Főnökséghez tartoznak. 2006-ban és 2007-ben tovább folytatódott az átalakítási sorozat, a Papagájok száma nagyjából megkétszereződött. Az ebben a időszakban átalakított gépeket már Webasto légkondicionáló berendezéssel is felszerelték. Úgy tűnik, a 433-as sorozat létrehozása és az új villamosmozdonyok közelgő vásárlása miatt a „papagájosítás” 2007 decemberében befejeződött, jelenleg 56 db ilyen átalakított mozdony közlekedik.
A pontos listához lásd: V43 2xxx

## 433-as sorozat

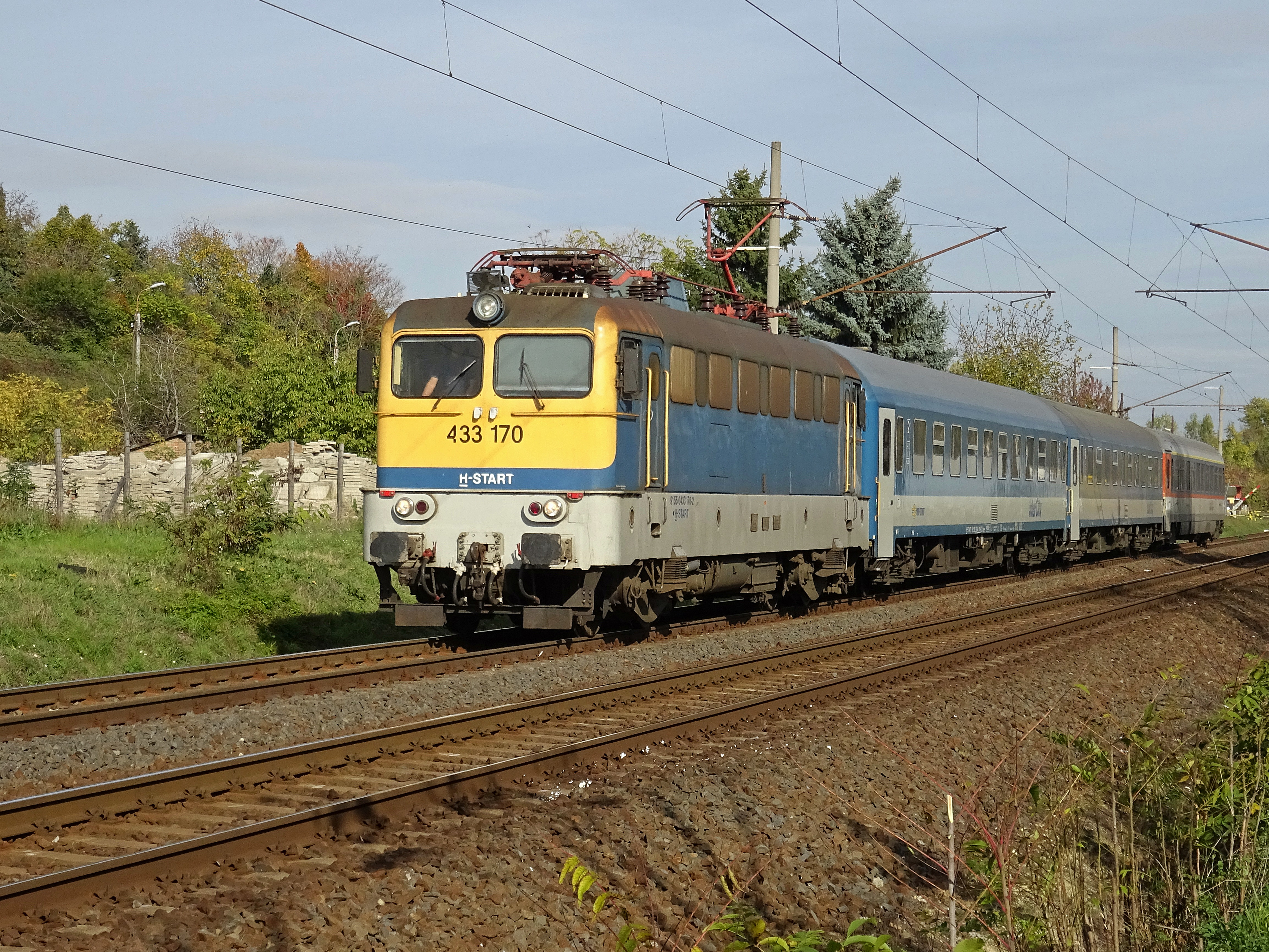
433-as sorozatú V43-as (Cirmos) Budatéténynél halad Pécs felé a Tenkes InterCity-vel

A Deutsche Bahntól beszerzett 300 db használt halberstadti személykocsikkal érkezett 27 db Bybdtee betűjelű vezérlőkocsi is, ezekhez készült a 433-as (korábban V43 3xxx) sorozat. E mozdonyokba ZWS rendszerű távvezérlést építettek be, így elméletileg képesek a német eredetű, pécsi, szombathelyi, és 2011 eleje óta miskolci állomásítású vezérlőkocsikkal a személy- és gyorsvonatok ingavonati üzemben közlekedni. Menetrend szerint a Pécs-Dombóvár, Dombóvár-Gyékényes személyvonatok továbbításában vesznek részt, illetve elvétve előfordulnak pécsi inga-InterCity vonatokban is, akár Bombardier Traxx mozdonyokkal is.
A pontos listához lásd: V43 3xxx
Az első mozdonyok 2007 novemberében és decemberében álltak üzembe. A sorozat gépeinek beceneve a „Cirmos”, ritkábban a „Zebra” becenév - a vezetőfülke tetején oldalt látható csíkozott festés miatt. A mozdonyok honállomása Dombóvár, de pécsi és nagykanizsai mozdonyszemélyzet is dolgozik velük.
A 433-as sorozat mozdonyain módosult a műszerasztal is. Új főkontrollert építettek be, ami lehetővé teszi a folyamatos motoráram-szabályzást is, valamint egy segédkontroller is helyet kapott, ami a főkontroller "N" állásában aktiválható, és a fokozatkapcsoló felfelé léptetését teszi lehetővé egy-egy fokozatonként, valamint folyamatos "LE" vezérlést is kapcsolhat. Beépítettek továbbá egy ütőgombos vészfékszelepet is, amely villamosan és levegősen is utasítja a mozdonyt a megállásra: elengedi a fővezeték levegőjét és kikapcsolja a főmegszakítót is. Megvalósításra került továbbá szoftveresen a motoráram folyamatos szabályzása mellett a tolóerő-korlátozás „saját” és „csatolt” üzemmódoknál is; szoftveres a perdülésvédelem is. Újdonság a ZWS távvezérlő rendszernél a diagnosztikai UIC kábeles digitális vezérlést ellenőrző „koffer” alkalmazása is, amelyet már a gyártás során az átvételeknél, teszteléseknél is alkalmaztak. A mozdony homlokoldalán kialakított UIC aljzatok 18 (piros) és 22 pólusúak (kék). A 22 pólusra az informatikai adatátviteli erek árnyékolásának folyamatos biztosítása miatt volt szükség. A mozdony tartozékát képező 22/18 pólusú lengődugós kábeleken keresztül kapcsolódik össze a mozdony a kocsikkal. A ZWS rendszer újdonsága továbbá az is, hogy bármely más ZWS távvezérlő rendszerrel ellátott vezérlőkocsival képes a mozdony együttműködni, univerzális jelleggel. A mozdonysorozat elő van készítve a GPS-alapú hangosbemondás-vezérlésre és a GSM-R fogadására. A vezetőállás komfortját növelő klímaberendezés is beépítésre került. Érdekessége a rendszernek továbbá az, hogy „toltvonati üzemben” a német vezérlőkocsi 140 km/h sebességre alkalmas maradt továbbra is, azonban 433-as sorozatú hátulműködő mozdony esetében, annak maximális engedélyezett sebessége miatt csak 120 km/h sebességgel közlekedhet.

## Változatok

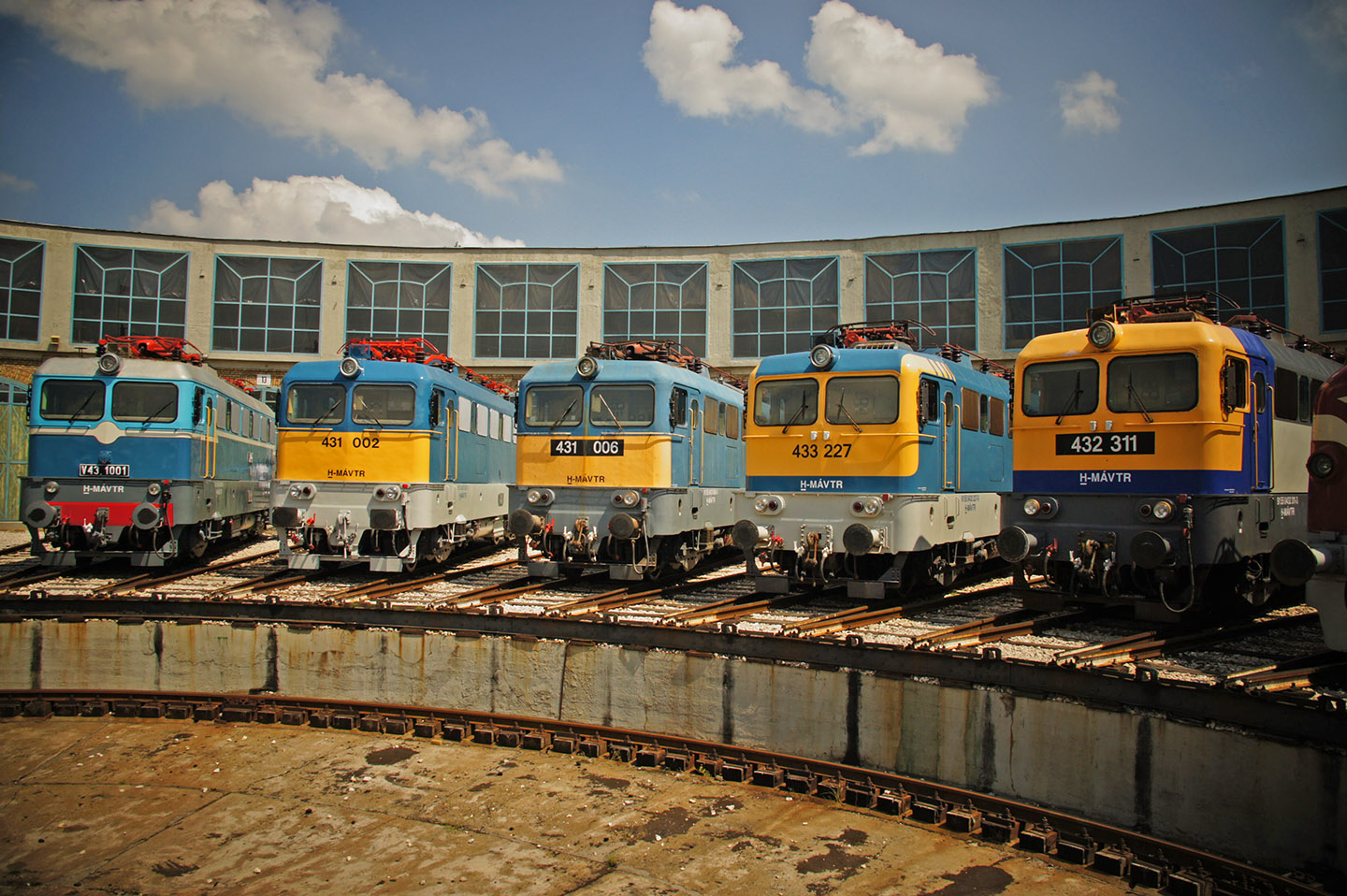
1000-es, 2000-es és 3000-es sorozatú mozdonyok egymás mellett a Vasúttörténeti Parkban

Jelenleg Magyarországon a MÁV-nál több különböző festésben közlekednek a MÁV V43 sorozatú villamos mozdonyok. Néhány alváltozatnak nincs külön egyedi festése. Néhány régebbi változat mára már eltűnt, legutoljára az egyetlen szürke színű, a "Patkány" becenevű V43 1299 (később 432 299). Egy francia filmhez készült egy egyedi változat is, amely teljesen kék színű volt (V43 1347, később 433 347). Jelenleg  a friss fővizsgás 1000-es sorozatú mozdonyok egy újabb színváltozatot kapnak, melynek színei: világosszürke főkeret, sárga homlokrész fekete betűs pályaszámmal, fekete háttér nélkül és kék festés. Az első mozdony a V43 1294 lett.

### Régi változatok

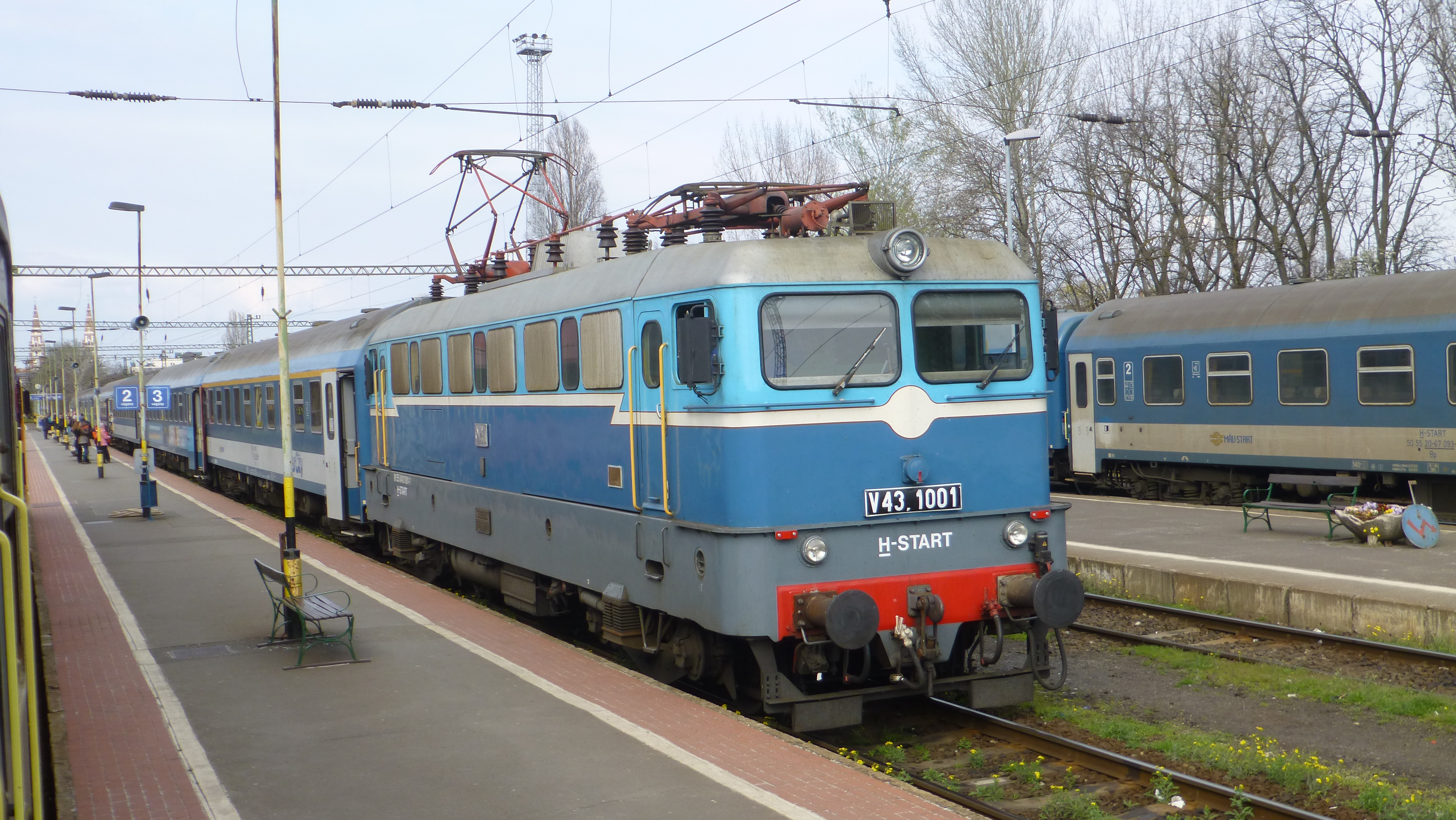
Retro festésű V43-as, a festés majdnem megegyezik a mozdonyok eredeti kinézetével
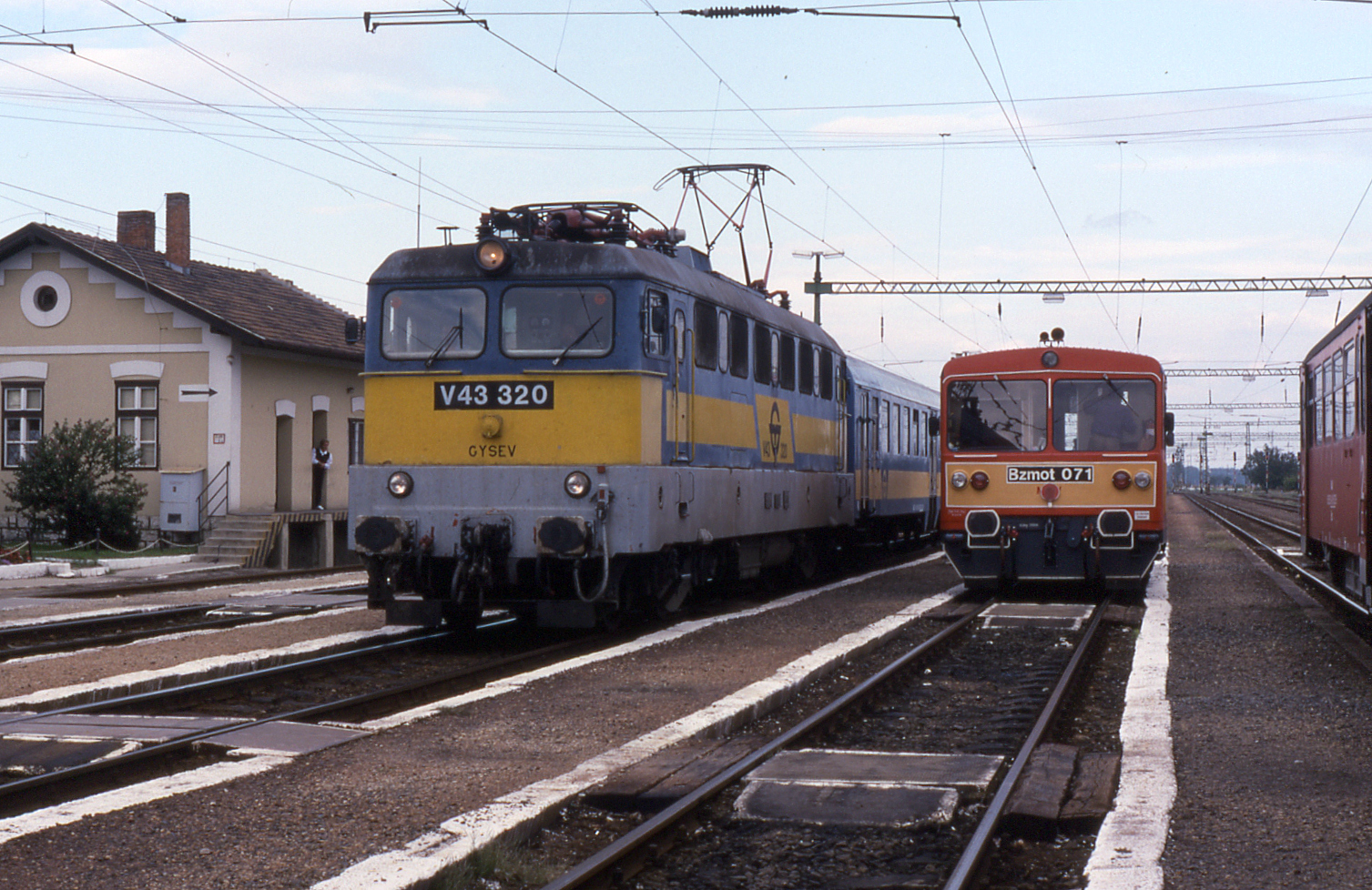
GySEV V43-as 1994-ből

### Jelenlegi változatok

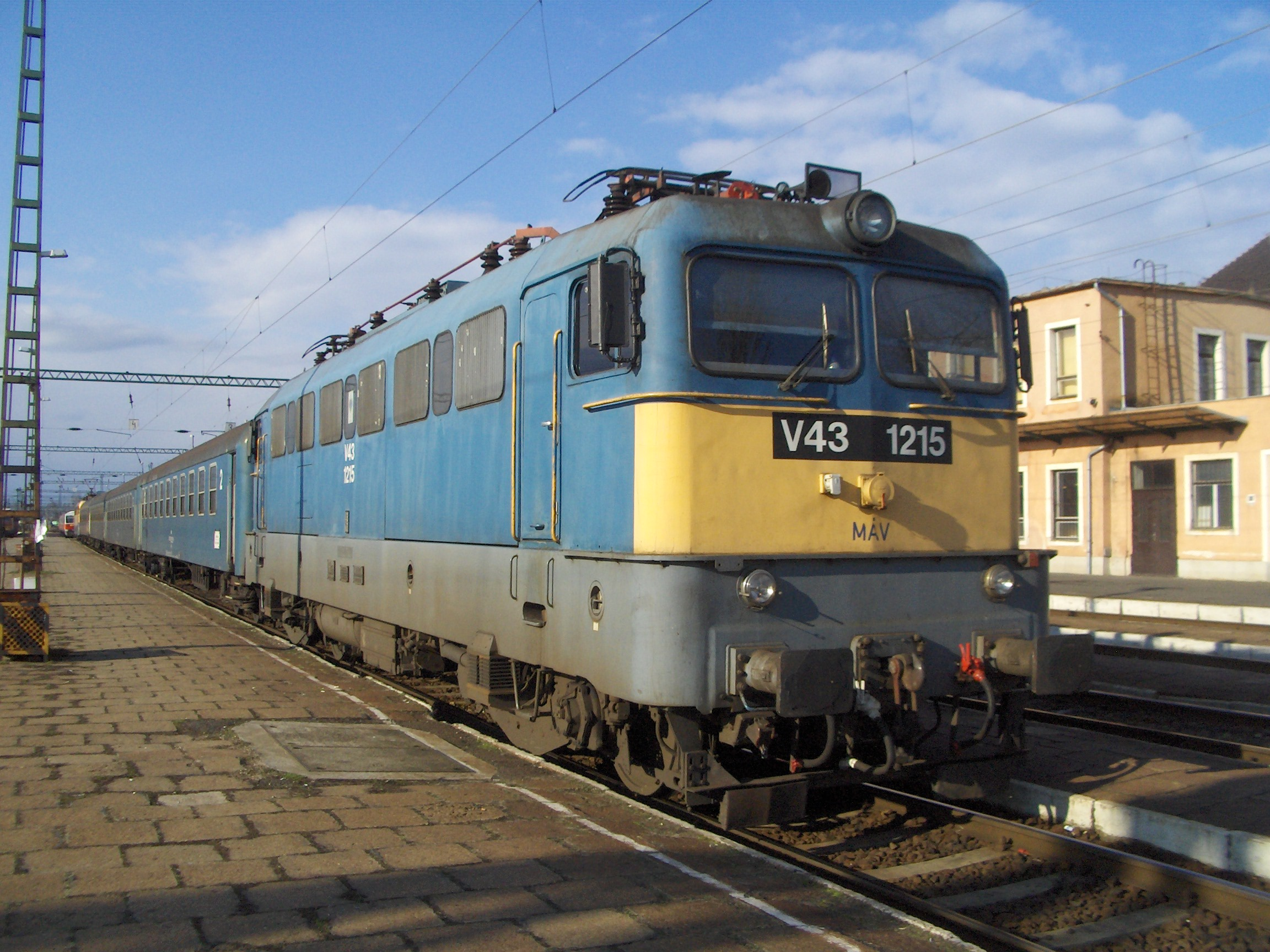
1000-es sorozatú V43
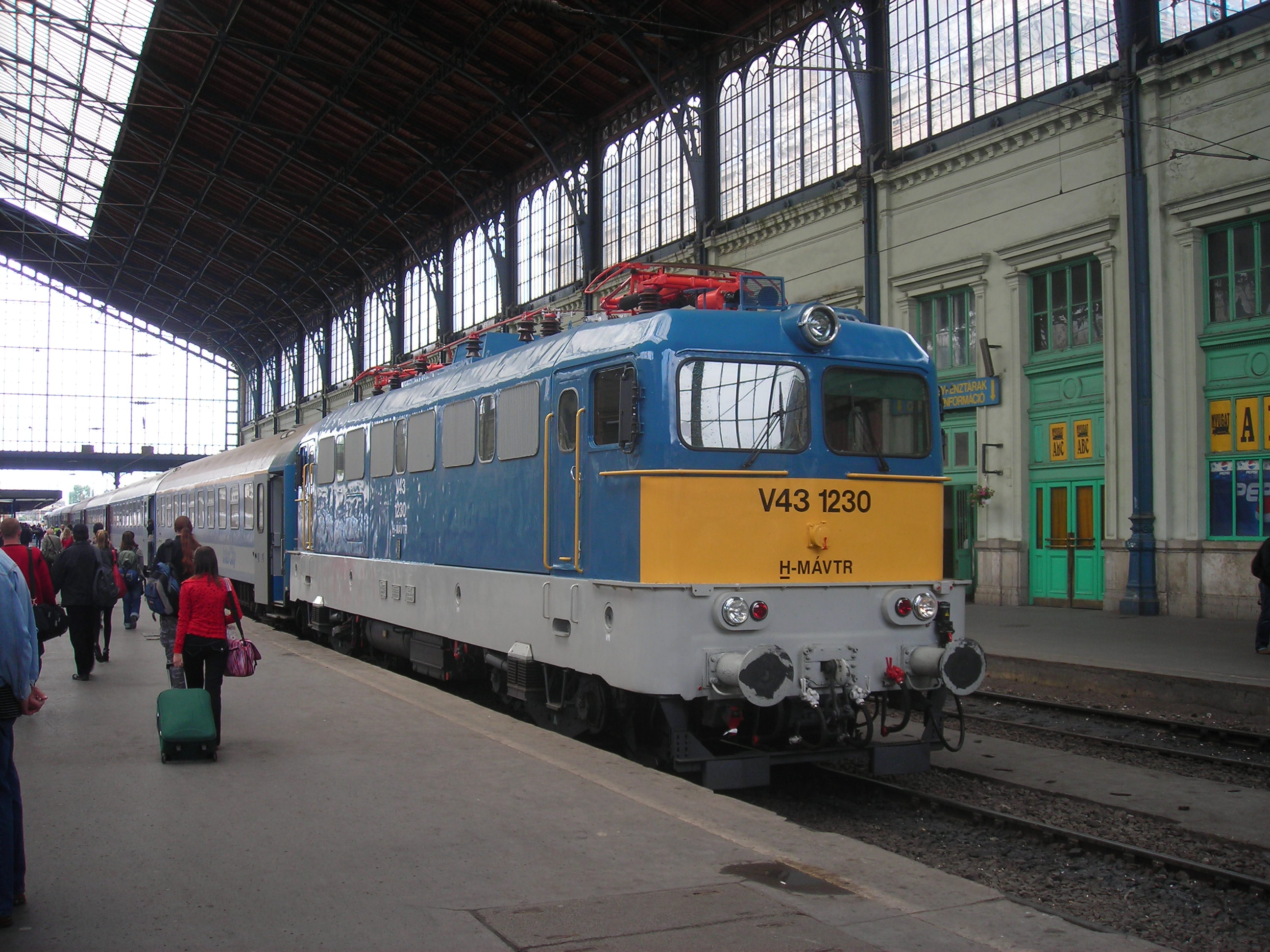
Az új 1000-es sorozat
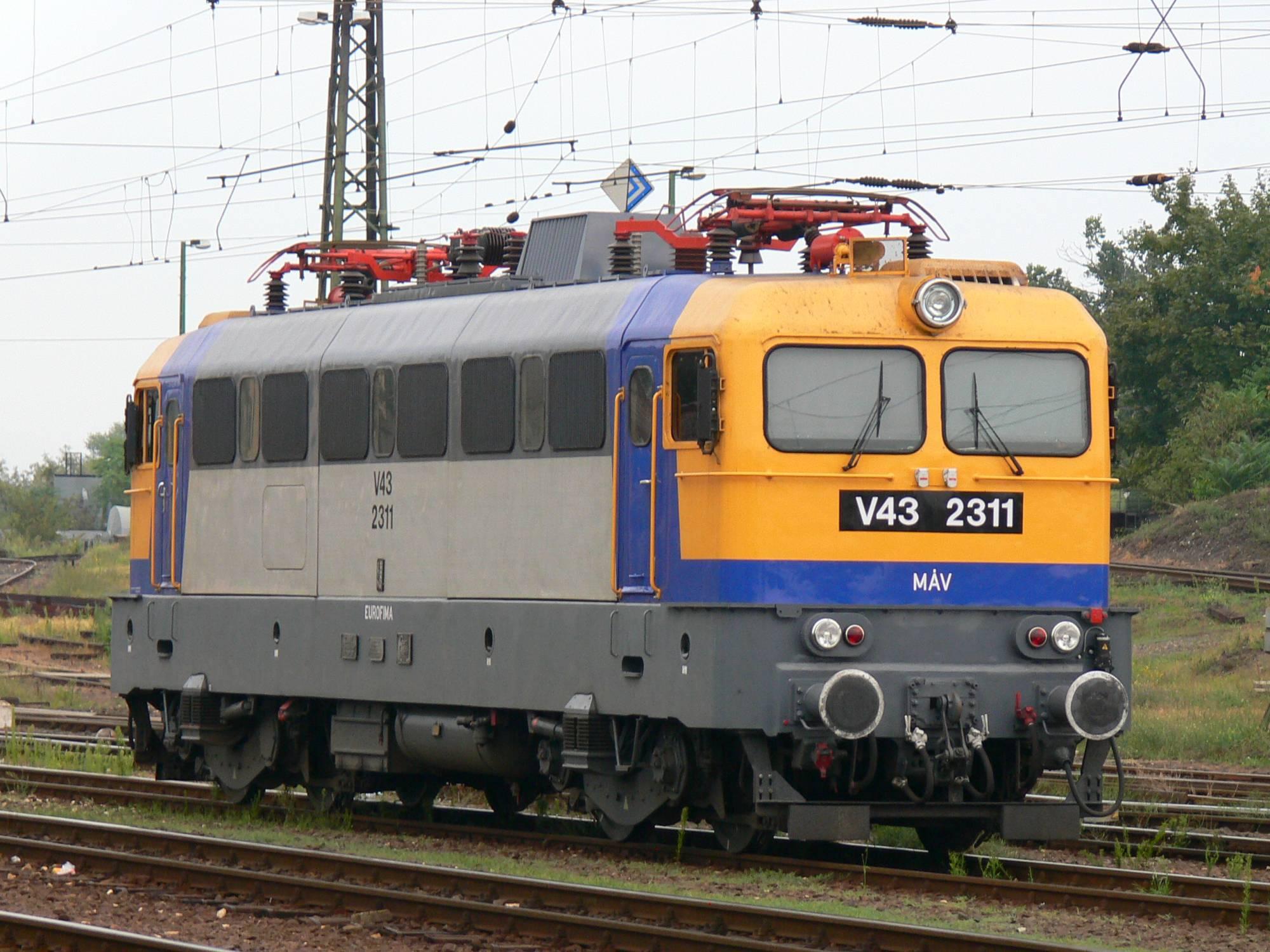
2000-es sorozatú V43 („Papagáj”)
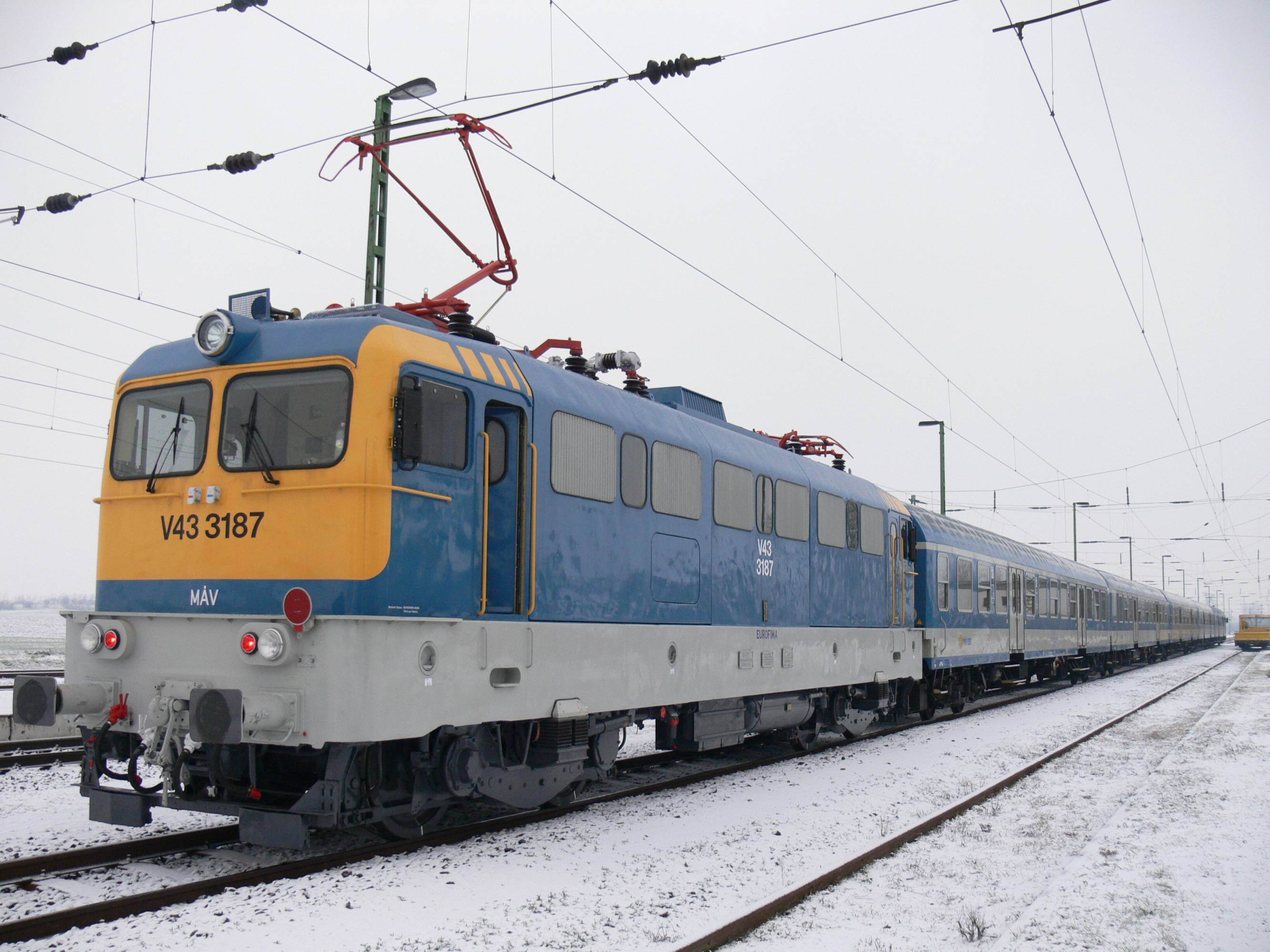
3000-es sorozatú V43 („Cirmos”)
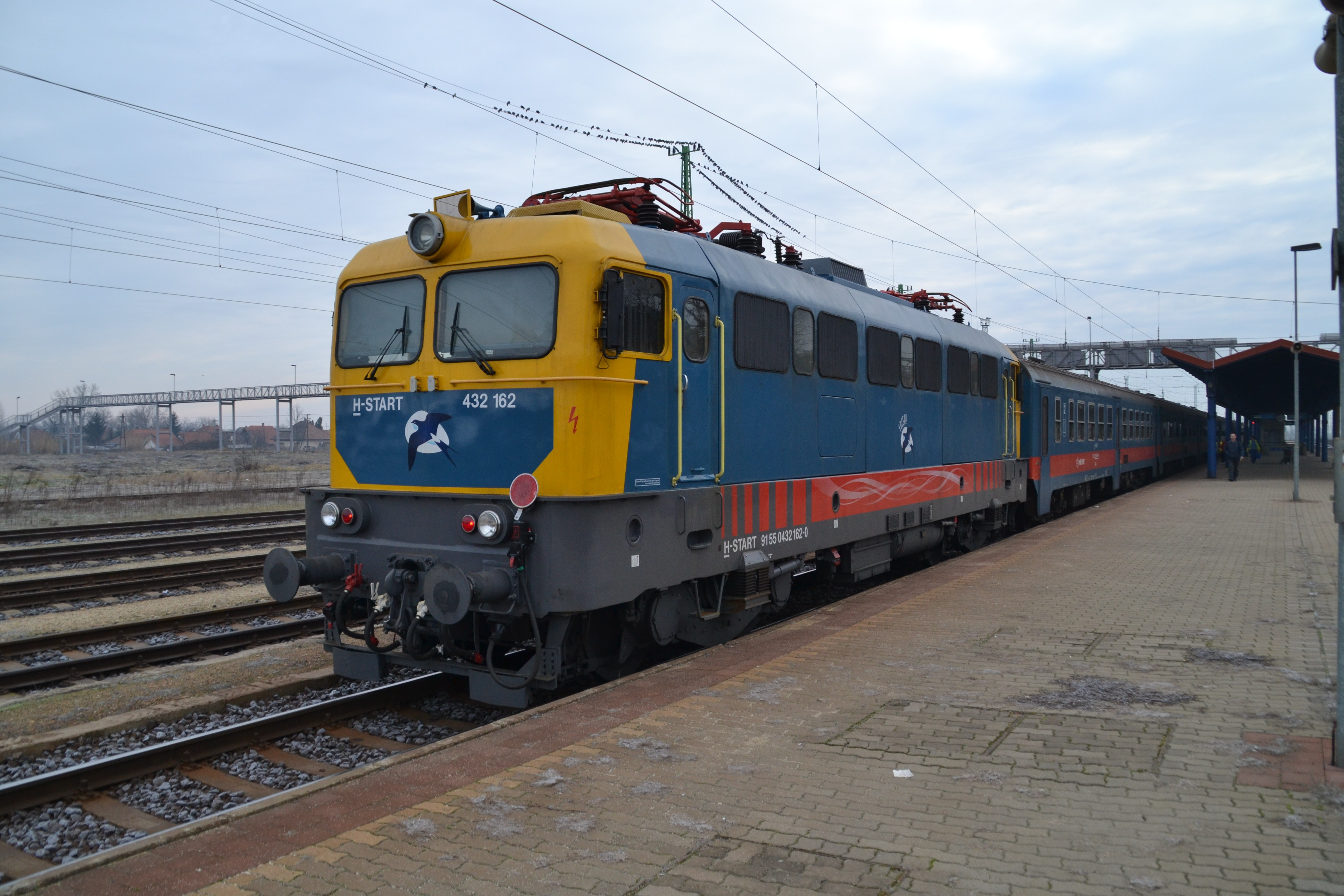
MÁV 432 162 a papagáj fényezést leváltó "fecske" festési változatban
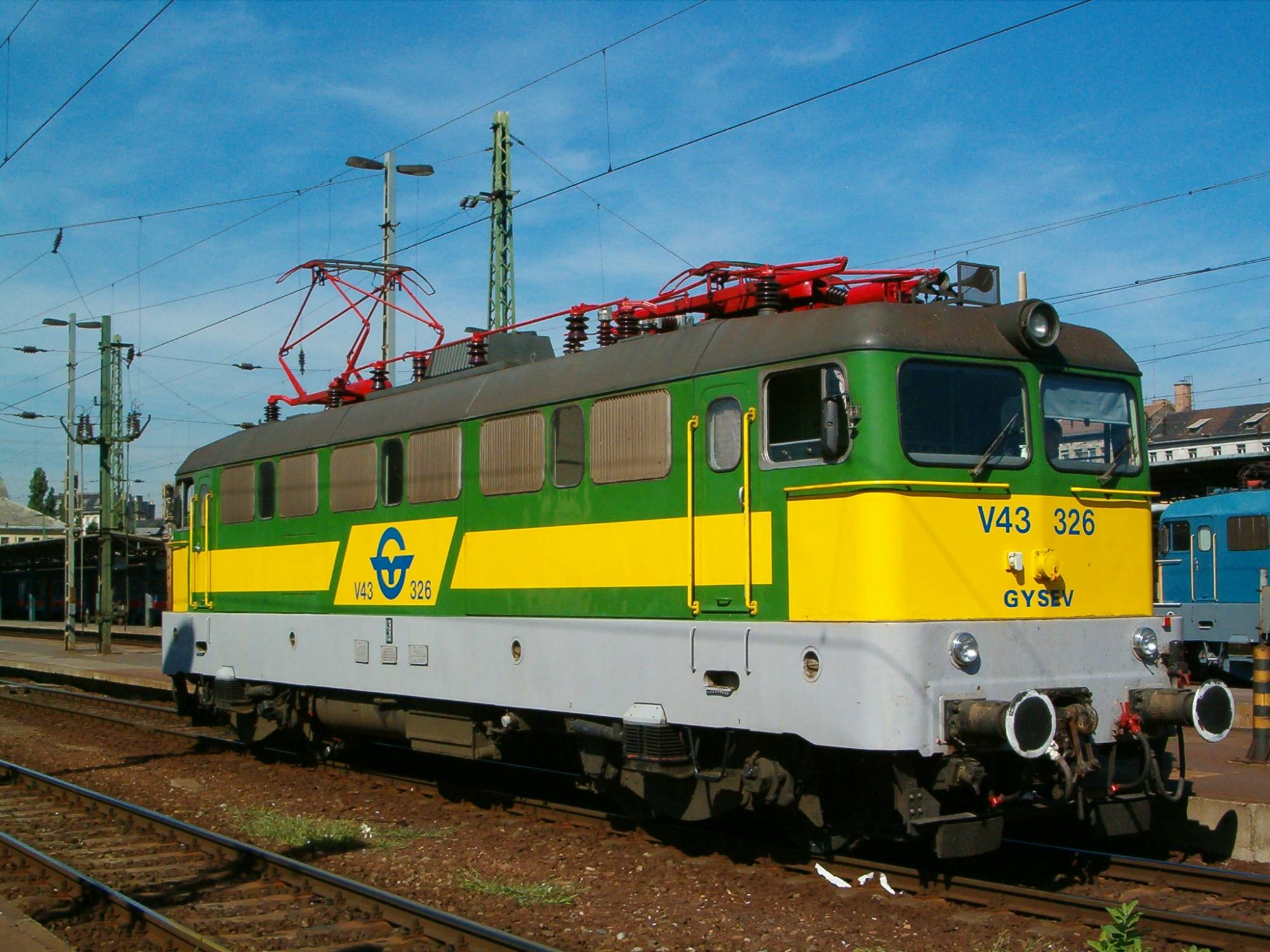
GYSEV V43
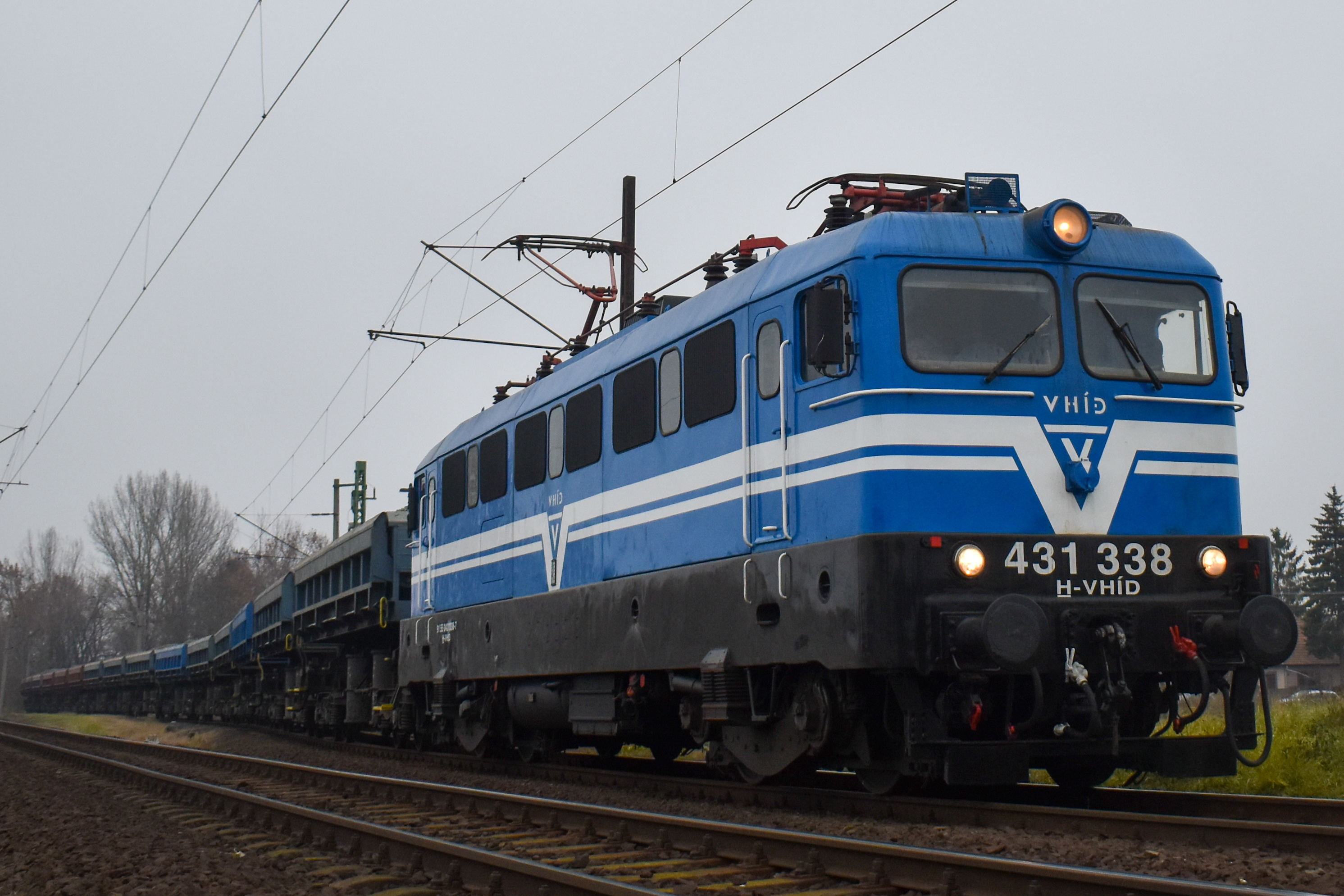
V-Híd V43

## A sorozat jövője

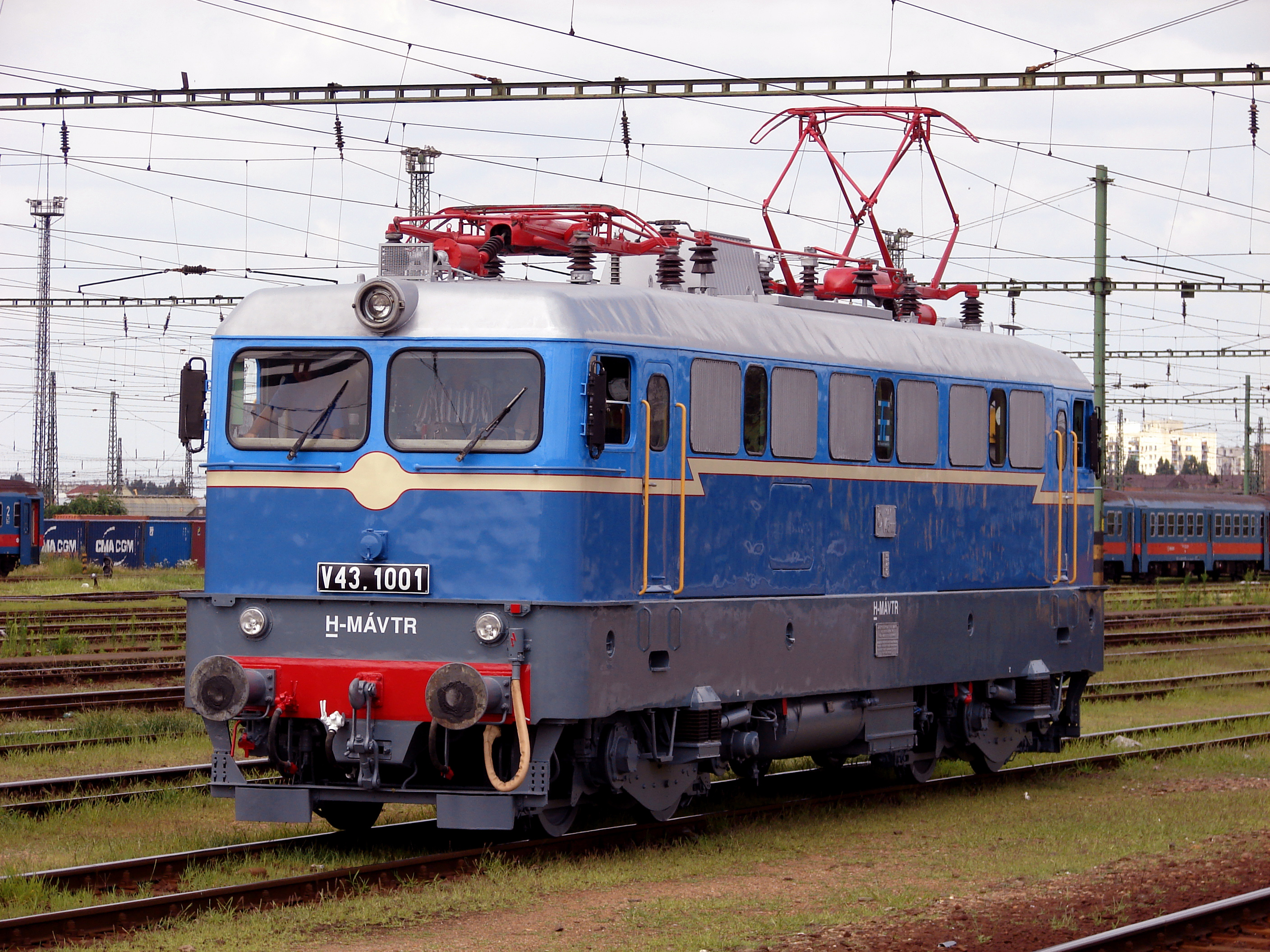
MÁV V43 1001 visszafestve az eredeti színtervre

A 2023-ban 60 éves  V43-as villanymozdonyok évtizedek óta a MÁV villamos vontatójármű-parkjának meghatározó típusa. A mozdonyok pályafutását olykor hullámvölgyek, válságos időszakok is jellemezték, történetük során többször is megújultak. Azonban a lassan élettartama végéhez közeledő mozdonysorozat alapvetően jól kiszolgálta a vasutat, a vasutasságot. Az egyre öregedő berendezések, alkatrészek komoly gondokat, feladatokat jelentenek a műszaki szakembereknek, amelyek a mérnöki leleményesség és hozzáállás tekintetében minden bizonnyal megoldhatók lennének. A gazdaságossági szempontokat figyelembe véve kimondható, hogy a járműsorozat gazdaságosan már nem fenntartható, üzemeltethető, nem felel meg a kor mai magas piaci követelményeinek. Már nem érdemes a költséges főegységeket kiváltani, azokat újragyártatni. A járműsorozat pótlásának megkezdése a Gépészeti Üzletág, valamint a MÁV Zrt. versenyképességének megtartása érdekében elkerülhetetlen. A járműsorozat selejtezése, pótlása a nagy darabszám miatt rövidtávon aligha képzelhető el, így a sorozattal még évekig találkozhatunk a vasúti pályákon és a karbantartási telephelyeken. Helyüket részben a Stadler FLIRT, Bombardier Talent motorvonatok, a 2011-2012-ben megérkezett MÁV TRAXX mozdonyok, valamint a 2020-tól fokozatosan forgalomba álló Stadler KISS motorvonatok veszik át. Direkt kiváltásukra közbeszerzést írtak ki, melynek nyertese a Siemens lett 2022-ben, a közbeszerzés értelmében száztizenöt villamos mozdony beszerzésére nyílt lehetőség. Ez személyes ellentétek miatt végül ebben a formában nem valósult meg. 2023-tól a MÁV-Start a MÁV Rail Tours Kft.-n keresztül tizenöt, ETCS L2-vel ellátott, Siemens ES64U2-es Eurosprinter mozdonyt bérel a vasúti járművek bérbeadásával foglalkozó, franciaországi központú Akiemtől, melyek szintén a régi V43-as mozdonyokat váltják.
A legyártott 379 db V43 sorozatú mozdonyból eddig 45-öt selejteztek, 16 db-ot a GYSEV-nek adtak át, 1 db a BGOK tanmozdonya, 1 db műszaki emlék, 9 db-ot pedig villamos előfűtő géppé alakítottak át. 2010 és 2012 között a MÁV-TRAKCIÓ Zrt. 25 db TRAXX villamos mozdonyt szerzett be, ezek üzembeállásával 30 db 431 sorozatú villamos mozdonyt állítottak le. A tömeges selejtezés 2021. július 21-én kezdődött el. Az új Stadler FLIRT és Stadler KISS motorvonatok forgalomba állásával a régi ingavonatokra egyre kevesebb szükség van, ezáltal kevesebb 431 sorozatú mozdonynak van és lesz állandó munkája. A főváros környékén a régi ingavonatok száma folyamatosan csökken.
A hatvanadik vasutasnapra a V43 1001-es mozdonyt visszafestették Szolnokon a gyártáskori színtervhez közelítő színre. Mivel azonban nem kiállítási tárgy, hanem a MÁV-TRAKCIÓ Zrt. mozdonya, az eredetileg a gép orrán lévő vörös csillagot nem kapta vissza, továbbá rákerült a H-MÁVTR felirat is. Egyes vélemények szerint a színek árnyalata sem teljesen tökéletes. 2023-ban készült el a V43 1008-as, mint az első Magyarországon legyártott V43-as gép retró dizájn-ja, mely az eredeti színekhez jobban passzol, mint az 1001-esé.
2016 júniusában selejteztek utoljára nagyobb mennyiségben a sorozatból. 2018-ban négy darab mozdonyt selejteztek. A 2021. július 21-én megindult tömeges selejtezés elérte a sorozatot. 3 nap alatt 28 darabot törölt a MÁV az állományból, illetve  még ebben az évben további 15 db 431-es fog végleg elbúcsúzni. A selejtezések a miskolci, nyíregyházi és szolnoki gépekkel kezdődött. 2 db mozdonyt pedig villamos fűtőgépnek alakítanak át, melyek Nyíregyházára illetve Debrecenbe fognak kerülni. Ezzel a selejtezéssel a sorozat több mint egytizedét selejtezte az államvasút. Közöttük voltak olyanok, amik már több éve nem vontattak szerelvényt.
A Stadler Kiss motorvonatok megérkezését követően, 2022-től folytatódott a selejtezés. Leginkább az alacsony pályaszámú mozdonyok fogyatkoznak, abból is a 0-s sorozat (50 darab).
2025 év elején a három altípus összesen 200 körüli darabszámú fenntartásba vont állományából a napi forgalomban átlagosan 90-110 jármű teljesít vontatási feladatokat.
Fontos megemlíteni azt a tényt, hogy egyre több magánvasút társaság vesz leselejtezett 431-es sorozatú mozdonyokat (pl.: V-Híd), mivel egy új mozdony árán vehet 4 db használtat, amivel többfelé tud vonatot belföldön továbbítani.

## Modell

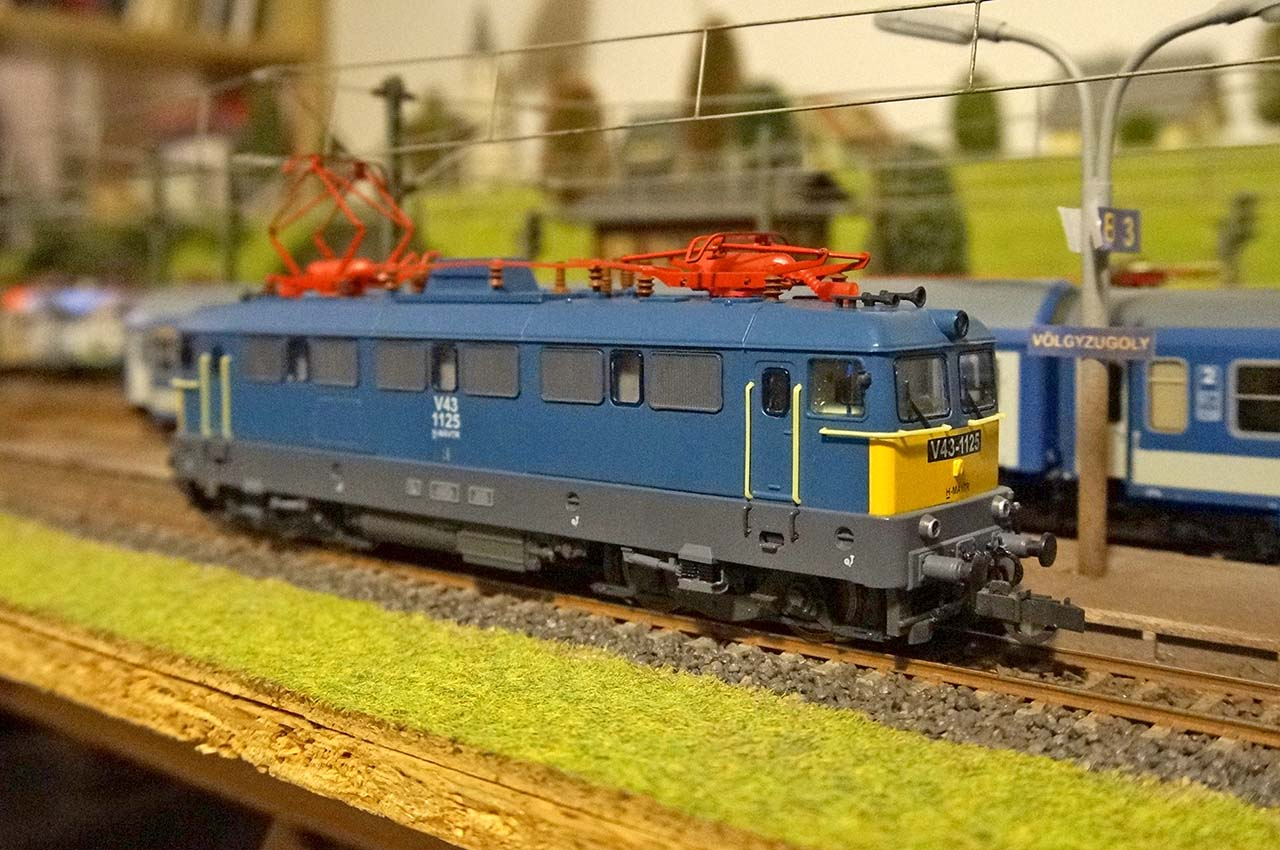
Fuggerth V43-as mozdony, utólag felszerelt kígyózásgátlókkal

A V43-as mozdony H0-s nagyszériás modelljét a Fuggerth gyártotta, többféle pályaszámban és festési variációban. A modell az 1000-es sorozatú, magas pályaszámú mozdonyok kasztnijával készül, középen elhelyezett 5 pólusú lendkerekes motorral, négy hajtott tengellyel, digitális előkészítéssel. Korábban a Deák Modell is készített rézből számos V43-as variációt.

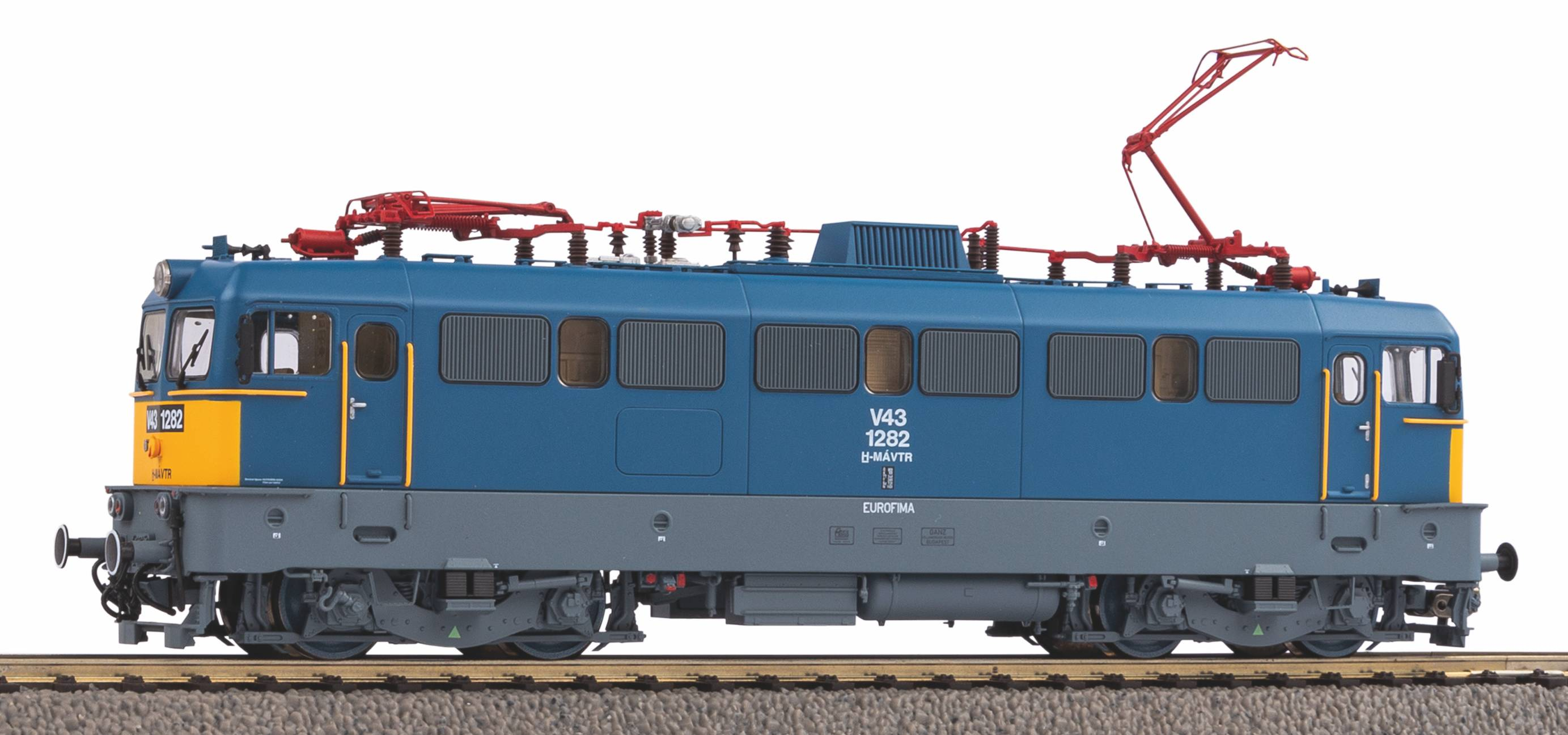
A PIKO 2022 szeptemberében megjelent V43 1282 pályaszámú mozdonya

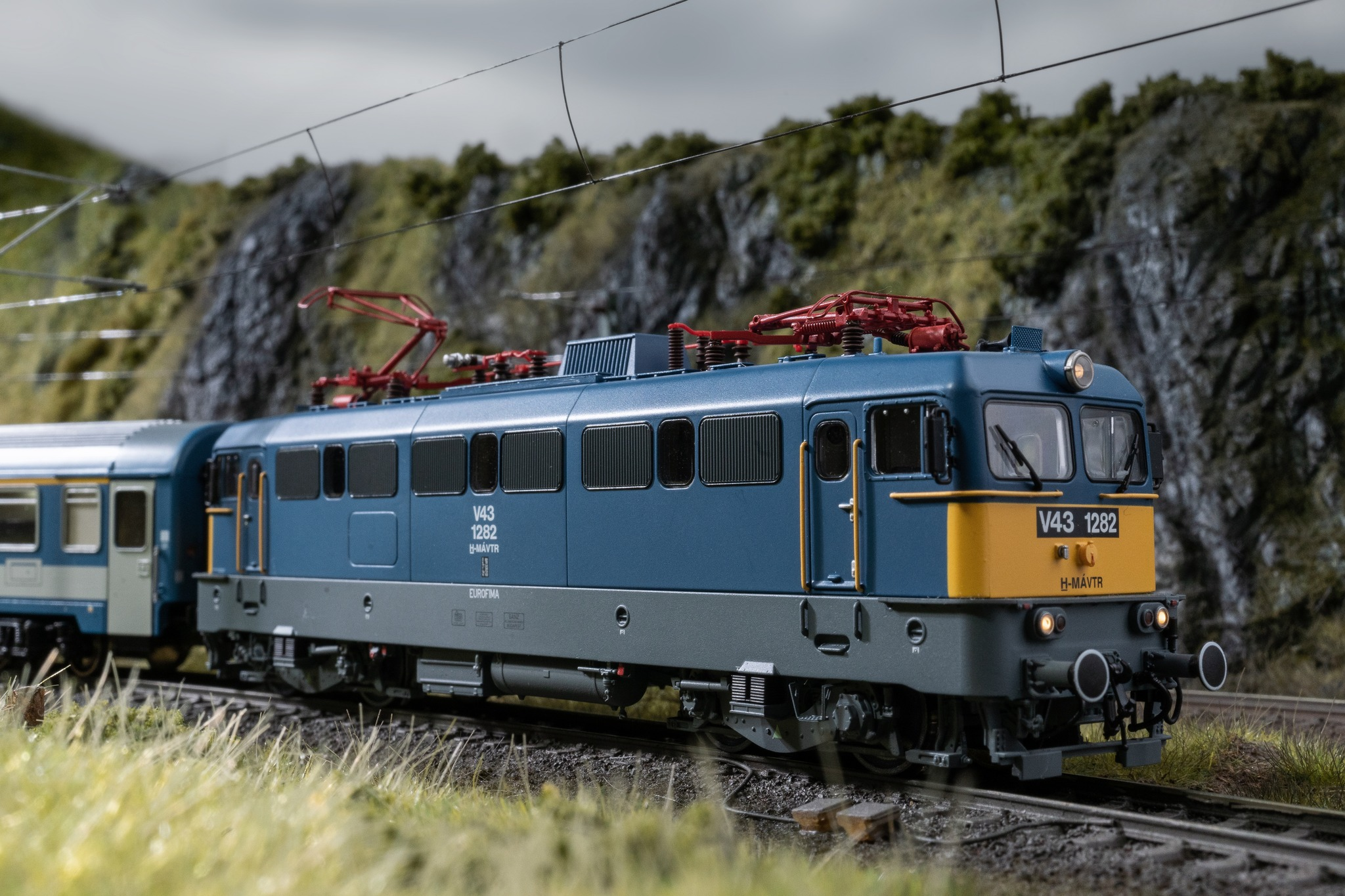
Piko V43 1:87-es méretarányban

2022 szeptemberében megjelent a PIKO gyártásában a V43 1282 modell a  gyártó "EXPERT" szériájában. Ez a széria a kor legmodernebb technológiájával rendelkezik: a mozdonyba behelyezhető PluX22 DCC dekóder, ami lehetőséget biztosít pl. az irányfüggő fehér/vörös világításon túl a fülkék, az átjáró és a műszerfal kivilágítására is, illetve kiegészítő beszerelésével hang kiadására is.